# روبرت ويلسون (روائي)
روبرت ويلسون (بالإنجليزية: Robert Wilson)‏‏ (1957 - )؛ روائي من المملكة المتحدة.